# Richard J. Foster

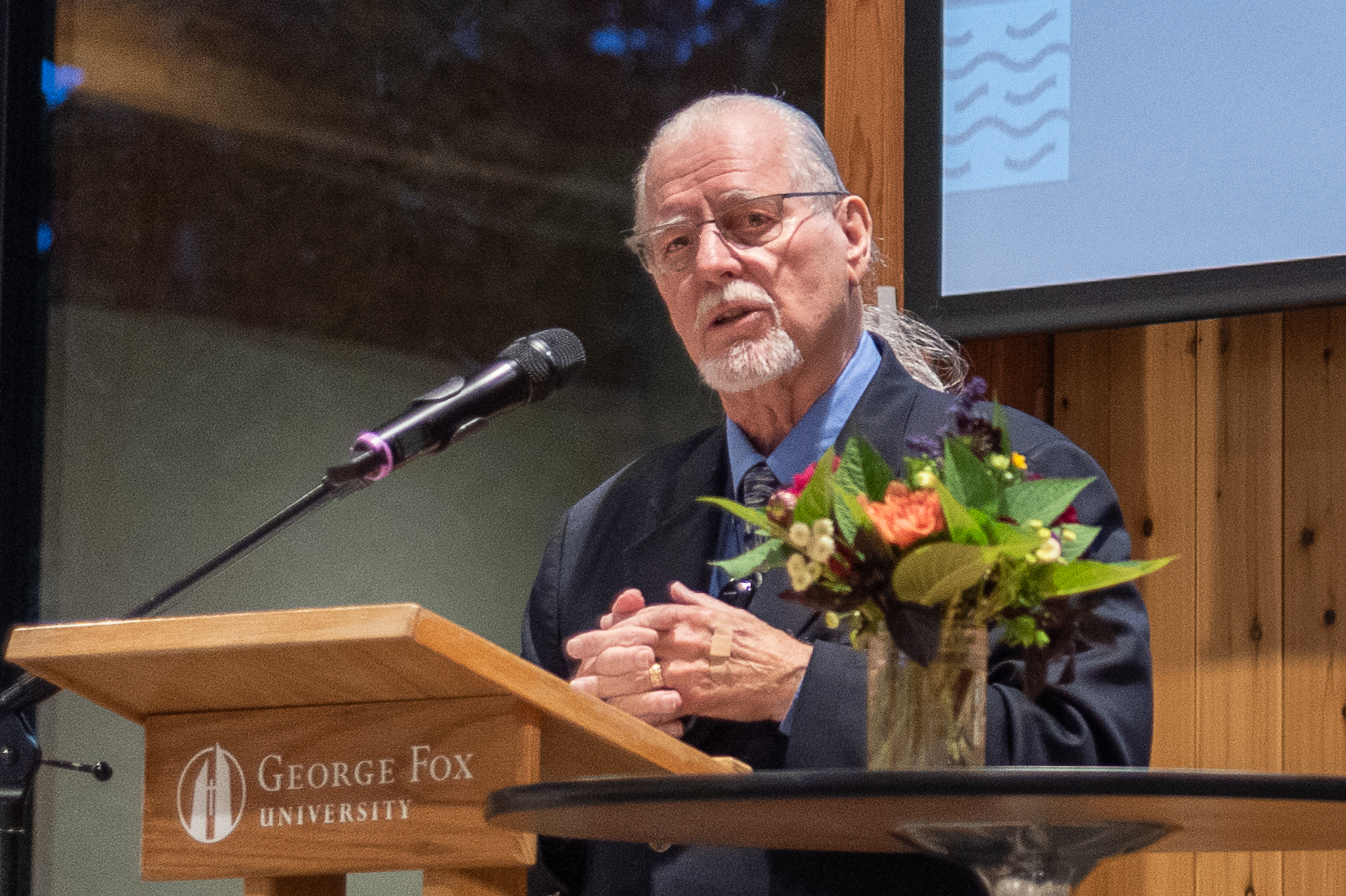
Richard J. Foster, 2023

Richard James Foster (* 3. Mai 1942 in New Mexico, Vereinigte Staaten) ist ein christlicher US-amerikanischer Theologe, Universitätsprofessor und Autor, der aus der Tradition der Quäker stammt. 1978 schrieb er Celebration of Discipline (deutsch: Nachfolge feiern), ein einflussreiches Buch über wichtige geistliche Disziplinen, das mehr als eine Million Mal in den USA verkauft wurde. 1988 war er Mitbegründer der Organisation Renovaré, einer christlichen Vereinigung zur Erneuerung von Personen und Kirchen durch Wiederentdeckung und Ausübung alter christlicher Formen der Spiritualität.

## Leben
Foster wuchs in New Mexico, Nebraska, Wyoming, Colorado und Kalifornien auf. Als Teenager begegnete er Christus und wurde Christ. 1964 legte er seinen Bachelor of Arts in Religion und Philosophie an der George Fox University bei Portland in Oregon ab. Danach arbeitet er als Jugendpastor in der Alamitos Friends Church in Garden Grove in Los Angeles. 1970 erhielt er einen Doktor in Pastoraltheologie, in Neuem Testament und Sozialethik am Fuller Theological Seminary. Später erhielt er die Ehrendoktorwürde des Houghton College. Er war als Pastor und Familienberater tätig, so bei Newberg Friends Church in Newberg in Oregon, zusammen mit anderen Pastoren, so auch mit Ron Woodward.
1978 schrieb er Celebration of Discipline. The Path to Spiritual Growth (deutsch: Nachfolge feiern. Geistliche Übungen neu entdeckt), ein Buch über geistliche Disziplinen wie Gebet, Meditation, Beichte, Fasten und Einsamkeit, mit dem er weltweit bekannt wurde. Es wurde in 25 Sprachen übersetzt und mehr als zwei Millionen Mal verkauft und gehört damit zu den einflussreichsten christlichen Büchern Amerikas des 20. Jahrhunderts. 1981 veröffentlichte er ein Werk über die Freiheit der Einfachheit. 1985 folgte ein weiteres Buch mit dem Titel Geld, Sex und Macht.
1988 gründete Foster zusammen mit andern geistlichen Leitungspersonen Renovaré, eine christliche Organisation zur Erneuerung von Personen und Kirchen durch Wiederentdeckung und Ausübung verschiedener, vor allem alter christlicher Formen der Frömmigkeit. Ihre Zielsetzung lässt sich wie folgt zusammenfassen: Gnade ist die Einladung, Gewohnheit die Integration, Liebe die Manifestation und Leben das Ziel („Grace is the invitation. Habit is the integration. Love is the manifestation. Life is the destination“). Er war auch Mitbegründer der Akademie christlicher Redakteure und der Chrysostomus-Gesellschaft, einer Gruppe christlicher Autoren. Ende 2018 hat er aus Altersgründen seine öffentliche Tätigkeiten aufgegeben.

## Lehre
Foster legt großen Wert auf geistliche Übungen (englisch: spiritual formation), um vor Gott zu kommen und nahe bei ihm zu sein, eine interaktive Beziehung mit ihm zu pflegen, ein Freund von Jesus zu werden und Freude und Verwandlung zu erfahren. Gottes Sache ist es, mich zu rechtfertigen und zu heilen, mir Zuwendung, Umwandlung und Wachstum zu schenken. Oberflächlichkeit, Ablenkung, Zerstreuung und Multitasking im alltäglichen Leben dagegen sind oft falsch verstandene Stimulationen und Befriedigungen, die Gottes tieferen Absichten mit den Menschen entgegenstehen.

## Kritik
Vorwiegend amerikanische Calvinisten warfen Foster vor, unbiblische Praktiken und Techniken wie Visualisierung, Imagination und Kontemplation zu praktizieren, wie sie bereits von vielen christlichen Mystikern entwickelt und ausgeübt wurden. Er empfehle die Schriften von Katholiken wie Teresa von Avila, Johannes vom Kreuz, Franz von Sales, Ignatius von Loyola und Thomas Merton, die teilweise die Reformation und deren Erkenntnisse und Errungenschaften bekämpft hätten. Er unterstütze zudem ökumenische Bestrebungen und charismatische Praktiken, die konservative calvinistische Theologen ablehnen.

## Familie
Foster ist seit 1967 mit Carolynn verheiratet, sie wohnen am Rand der Rocky Mountains in der Nähe von Denver und haben zwei erwachsene Söhne.

## Publikationen
- Nachfolge feiern. Geistliche Übungen neu entdeckt. R. Brockhaus und Oncken, Wuppertal, 1985, ISBN 978-3-7893-2294-5 (viele Auflagen)
- Geld, Sex und Macht. Die Realitäten unseres Lebens unter der Herrschaft Christi. Oncken, Wuppertal, 1987. ISBN 978-3-417-26321-3 (Neuauflage unter dem Titel: Tabu. Geld, Sex und Macht im Leben von Christen. R. Brockhaus, Wuppertal, 2002. ISBN 978-3-417-20605-0)
- Leben mit leichtem Gepäck. R. Brockhaus, Wuppertal, 1987. ISBN 978-3-7893-2353-9
- Das Geschenk der Einfachheit. R. Brockhaus, Wuppertal, 1998. ISBN 978-3-417-24408-3
- Gottes Herz steht allen offen: Eine Einladung zum Gebet. R. Brockhaus, Wuppertal, 1999. ISBN 978-3-417-24403-8 (Auflage 2001. ISBN 978-3-7893-1033-1)
- Viele Quellen hat der Strom: Aus dem Reichtum der Glaubensgeschichte schöpfen. R. Brockhaus, Wuppertal, 2000. ISBN 978-3-417-24420-5 (englisch: Streams of Living Water: Celebrating the Great Traditions of Christian Faith. HarperSanFrancisco, San Francisco 1998, ISBN 0-06-062822-7)
- Das Leben vereinfachen. R. Brockhaus, Wuppertal, 2001. ISBN 978-3-417-24440-3
- Dass Gott mich wirklich liebt. Mit dem Herzen glauben. Mit James Smith. R. Brockhaus, Wuppertal, 1995. (2001. ISBN 978-3-417-24402-1)
- Die Kraft der Hingabe. Ein geistliches Lesebuch für die leidenschaftliche Nachfolge. Mit James Smith. R. Brockhaus und Oncken, Wuppertal, 2001. ISBN 978-3-417-24446-5
- Leben mit Gott. Wie die Kraft der Bibel uns verändert. SCM R. Brockhaus, Wuppertal, 2010. ISBN 978-3-417-26327-5
- Der Weg zu Gott führt nach innen. Ein Einstieg ins meditative Gebet. Neukirchener Aussaat, Neukirchen-Vluyn 2012, ISBN 978-3-7615-5897-3 (amerikanisches Englisch: Sanctuary of the soul. Downers Grove (Illinois) 2011. Übersetzt von Barbara M. Trebing).